# Рідкоплинність
Рідкопли́нність — технологічна властивість рідкого розплаву, що характеризує його здатність текти в ливарній формі, заповнювати її та відтворювати відбиток ливарної порожнини. При хорошій рідкоплинності виливок точніше відтворює конфігурацію форми, що є важливим при виготовленні тонкостінних виробів.

## Фактори, що визначають рідкоплинність
Рідкоплинність не є чисто фізичною властивістю металів. Вона, як здатність металу текти, обумовлюється впливом різних фізико-механічних властивостей рідкого металу (його складу, в'язкості, поверхневого натягу і поверхневих плівок, суспендованих включень і газів, характеру кристалізації, теплоємності, теплопровідності, температури тощо), а також фізико-хімічних і технологічних властивостей ливарної форми (здатності до змочування її поверхні металом, газотвірності та газопроникливості форми, її конфігурації, теплопровідності, міцності, стану поверхні, величини напору рідкого металу, умов його підведення та інших факторів, пов'язаних з гідродинамічними умовами заповнення форми).
Основні властивості сплаву, що визначають величину рідкоплинності, — це в'язкість, поверхневий натяг та інтервал кристалізації. Збільшення в'язкості та поверхневого натягу сплаву зменшує рідкоплинність. Сплави, що мають вузький інтервал кристалізації, мають й більшу рідкоплинність, ніж сплави з широким інтервалом кристалізації. Найбільшу рідкоплинність мають чисті метали та евтектичні сплави.
В'язкість та поверхневий натяг залежать від складу та температури сплаву, інтервал кристалізації — від складу сплаву. За підвищеної температури сплаву в'язкість і поверхневий натяг зменшуються, а сплав довший час перебуває в рідкому стані. Тому підвищення температури сприяє збільшенню рідкоплинності.
Мідь навіть при перегріві розплаву є густою і погано розтікається, тому з неї неможливо виготовляти вироби методом лиття, тоді як її сплави (бронза і латунь) і сплави інших металів (чавун, сталь, магнієві й алюмінієві сплави) досить рідкоплинні. Вплив хімічного складу сталей на рідкоплинність такий: фосфор, вуглець, кремній збільшують рідкоплинність, марганець не виявляє істотного впливу, нікель і мідь дещо збільшують рідкоплинність, а хром знижує.

## Параметри рідкоплинності
З порівняння рідкоплинності різних металів Ю. А. Нехендзі запропонував розмежовувати поняття про істинну рідкоплинність і практичну. Під істинною розуміється така рідкоплинність, що визначається для різних металів при однаковому перегріві над температурами нульової рідкоплинності. При цьому можливо одержання різних значень температури заливання. Під практичною розуміється рідкоплинність, що визначається при однаковій температурі заливання.
У практиці без спеціальних досліджень складно встановити температуру нульової рідкоплинності. Тому з деяким наближенням при визначенні істинної рідкоплинності замість однакового нагріву над нульовою рідкоплинністю застосовується однаковий нагрів над ліквідусом.
Таким чином, на практиці рідкоплинність різних металів може оцінюватися або при постійній, однаковій температурі заливання (практична рідкоплинність), або при однаковому перегріві над ліквідусом (умовно істинна рідкоплинність).

## Визначення рідкоплинності
Аналітичне визначення рідкоплинності дуже складне, тому що воно залежить від багатьох факторів, і формули, що запропоновані, мають приблизний характер. Тому визначення рідкоплинності металу переважно здійснюється способом установлення його здатності заповнювати ливарну форму. Для цього застосовуються спеціальні технологічні проби, за повнотою залитої частини котрих судять про те, чи забезпечує даний метал повноцінне заповнення форми чи ні. Метал заливається у порожнину піщаної або металевої форми у вигляді спіралеподібного вимірювального каналу сталого поперечного перетину. Рідкоплинність металів визначається довжиною в метрах залитого повністю у поперечному перерізі цього каналу. Ця проба набула найбільшого поширення у практиці.